# Asesinatos de Duša
Los asesinatos de Duša se refieren al bombardeo del pueblo de Duša, Gornji Vakuf, por parte del Consejo de Defensa Croata el 18 de enero de 1993, en el marco de la guerra croata-bosnia. Murieron 7 civiles bosnios y las casas de los bosnios fueron quemadas después de que el Consejo de Defensa Croata (HVO) tomara el control del pueblo.

## Antecedentes
Gornji Vakuf es una ciudad situada al sur del valle de Lašva, con una población de unos 10.000 croatas y 14.000 bosnios. El 11 de enero de 1993 se produjeron los primeros enfrentamientos entre el Consejo de Defensa Croata (HVO) y el Ejército de la República de Bosnia y Herzegovina (ARBiH). Hay informes contradictorios sobre cómo empezaron los combates y qué los causó; una bomba colocada en un hotel de propiedad musulmana utilizado como cuartel general o un ataque total de las fuerzas de la ARBiH contra las posiciones del HVO
El 16 de enero de 1993, el HVO exigió que la ARBiH en Gornji Vakuf subordinara sus tropas al HVO, lo que fue rechazado. El 18 de enero, el HVO atacó las posiciones de la ARBiH en Gornji Vakuf.

## Ataque a Duša
El 18 de enero, el HVO atacó a la ARBiH en el pueblo de Duša, Gornji Vakuf. Los civiles, entre ellos ancianos, mujeres y niños, se refugiaron en la casa de Enver Šljivo durante el combate. Durante el ataque, la artillería del HVO disparó varios proyectiles desde un pueblo cercano, uno de los cuales impactó en la casa de Enver Šviljo y mató a 7 civiles, entre ellos tres niños, tres mujeres y un hombre mayor que murió a consecuencia de sus heridas. Muchas casas bosnias resultaron dañadas por el bombardeo
Tras la rendición de la ARBiH, las mujeres, los niños, los ancianos y los discapacitados fueron enviados al pueblo cercano de Paloč, donde un médico examinó a los heridos y envió a los heridos graves a un hospital de Bugojno. Otros permanecieron en Paloč durante varios días hasta que fueron trasladados por la UNPROFOR. No hay pruebas sobre las condiciones de detención en Paloč. Tras la toma del pueblo, los soldados del HVO incendiaron un número indeterminado de casas. Hombres bosnios de Duša fueron trasladados de Paloč a Trnovača y detenidos en una fábrica de muebles. Fueron intercambiados por prisioneros tomados por la ARBiH dos semanas después.